# Fragmosom
Fragmosom, PS – struktura cytoplazmatyczna rozwijająca się w komórce roślinnej przed cytokinezą. Jej obecność stwierdza się szczególnie często w silnie zwakuolizowanych komórkach. Wraz z zespołem mikrotubul umożliwia prawidłowy przebieg cytokinezy wyznaczając płaszczyznę podziału. Doświadczenia na Nautilocalyx lynchii wykazały, że tworzenie fragmosomu poprzedza migracja jądra do centrum komórki, zaś sama struktura PS zaczyna się formować przed rozpoczęciem profazy. Podczas cytokinezy fragmosom rozszerza się odśrodkowo prowadząc powstającą przegrodę pierwotną do miejsca, gdzie połączy się z istniejącymi ścianami komórkowymi.